# Die Simpsons/Staffel 22
Die 22. Staffel der US-amerikanischen Zeichentrickserie Die Simpsons wurde vom 26. September 2010 bis zum 22. Mai 2011 auf dem US-amerikanischen Sender Fox gesendet. Die deutschsprachige Erstausstrahlung fand vom 30. August 2011 bis zum 20. März 2012 auf ProSieben statt.

## Episoden
| Nr. (ges.) | Nr. (St.) | Deutscher Titel                       | Originaltitel                             | Erstausstrahlung (USA) | Deutschsprachige Erstausstrahlung (D) | Regie                            | Drehbuch                           | Prodc. |
| --- | --------- | ------------------------------------- | ----------------------------------------- | ---------------------- | ------------------------------------- | -------------------------------- | ---------------------------------- | ------ |
| 465 | 1         | Grundschul-Musical                    | Elementary School Musical                 | 26. Sep. 2010          | 30. Aug. 2011                         | Mark Kirkland                    | Tim Long                           | MABF21 |
| Lisa schaut mit ihren Freunden nachts live die Ankündigung der Nobelpreise im Fernsehen an. Überraschenderweise gewinnt Krusty der Clown den Friedensnobelpreis. Zur Verleihung in Europa begleitet ihn Homer mit Bart, da dieser über seine Witzen bei der Verleihung lachen soll. Lisa ist verärgert, dass sie nicht nach Oslo zur Preisverleihung mitfliegen darf. Als Ausgleich verbringt sie eine Woche in einem Künstlercamp. Währenddessen stellt sich heraus, dass Krusty nicht den Nobelpreis gewonnen hat, sondern dies nur ein Vorwand war, um ihn in Den Haag vor den Internationalen Gerichtshof zu stellen, wo er für mehrere Vergehen angeklagt ist. Damit er einer Strafe entgeht, muss er nachweisen, dass er einen kulturellen Beitrag für die westliche Welt geleistet hat. Für Lisa vergeht die Woche im Künstlercamp viel zu schnell. Als sie wieder zu Hause ist, wünscht sie sich die ganze Zeit dorthin zurück. Sie verschwindet heimlich nach „Sprooklyn“ (in Anlehnung an das New Yorker Viertel Brooklyn), um dort die Campleiter aufzusuchen. Dort sieht sie, wie diese in einer heruntergekommenen Wohnung leben und das Künstlercamp nur die Illusion gab, dass Künstler ein erfülltes Leben haben. Homer und Bart beweisen währenddessen, dass Krusty 1990 in Südafrika einen kulturellen Beitrag geleistet hat. Lisa wird von Marge gefunden und ist froh, als sie „Sprooklyn“ verlässt und wieder nach Springfield zurückkehrt. Der Titel ist eine Anspielung auf den Filmtitel High School Musical. |           |                                       |                                           |                        |                                       |                                  |                                    |        |
| 466 | 2         | Auf diese Lisa können sie bauen       | Loan-a Lisa                               | 3. Okt. 2010           | 6. Sep. 2011                          | Matthew Faughnan                 | Valentina L. Garza                 | MABF17 |
| Nachdem die Familie Simpsons in der Kirche war, besuchen sie Grandpa Abe im Altersheim. Er verkündet, dass er ihnen schon jetzt sein Vermögen vermachen will. Jeder bekommt 50 Dollar vererbt, die er zur freien Verfügung hat. Sie fahren daraufhin in ein Kaufhaus. Dort gibt Bart sein Geld Gil Gunderson, damit er den ganzen Tag rückwärts die Rolltreppe hinaufläuft. Marge kauft eine Handtasche, von der sie annimmt, dass sie 50 Dollar kostet. Dies ist ein Irrtum – die Tasche kostet 500 Dollar. Da sie aber nicht zeigen will, dass Homer zu wenig Geld für eine so teure Tasche verdient, kauft sie sie trotzdem. Homer mietet sich für einen Tag einen Teppichreiniger. Lisa möchte ihr Geld für einen wohltätigen Zweck spenden. Sie entscheidet sich, Nelson einen Mikrokredit im Wert von 50 Dollar zu geben, damit dieser eine Werkstatt eröffnen kann, in der er Fahrräder tuned. Marge möchte ihre Handtasche im Laden wieder zurückgeben, beschließt jedoch davor noch einmal gemeinsam mit Homer und der Tasche in ein Restaurant zu gehen. Dort bekommt die Tasche vom Essen einen Fleck. Die Tasche wird am nächsten Tag trotzdem anstandslos zurückgenommen. Daraufhin merkt Homer, dass er sich Dinge kaufen kann, die er sich zwar nicht leisten kann, wegen der Warenrücknahme aber leihen kann. Allerdings wird er wenige Tage später von der Sendung „Schnorrer-Jagd“ enttarnt. Nelsons Werkstatt ist ein Erfolg, weshalb er aus der Schule austritt, was Lisa nicht gefällt. Sie möchte Nelson dazu bringen, wieder in die Schule zu gehen. Deswegen geht sie mit ihm auf eine Unternehmer-Messe, auf der sie ihn überzeugen will, wie wichtig es ist, auf der Schule zu bleiben. Sie treffen dort Mark Zuckerberg, den Gründer des sozialen Netzwerks Facebook. Dieser hat sein Harvard-Studium jedoch auch nicht beendet. Erst als die Kunden von Nelson ihr Geld von ihm zurückverlangen, da er wasserlöslichen Klebstoff für die Fahrräder benutzt hat, erkennt dieser, dass er weiter in die Schule gehen sollte. Von seinem Gewinn lädt er Lisa zum Rollschuhlaufen ein. |           |                                       |                                           |                        |                                       |                                  |                                    |        |
| 467 | 3         | The Lisa Series                       | MoneyBART                                 | 10. Okt. 2010          | 13. Sep. 2011                         | Nancy Kruse                      | Tim Long                           | MABF18 |
| Lisa wird Trainer der Springfielder Jugendbaseballmannschaft und führt diese mit Hilfe von Berechnungen und Statistiken zu einer Rekordsiegesserie. Als Bart die Taktik seiner Schwester kritisiert, weil dabei der Spaß verloren geht, muss er vor dem Meisterschaftsfinale die Mannschaft verlassen. |           |                                       |                                           |                        |                                       |                                  |                                    |        |
| 468 | 4         | Blut und Spiele                       | Treehouse of Horror XXI                   | 7. Nov. 2010           | 29. Okt. 2011                         | Bob Anderson                     | Joel H. Cohen                      | MABF16 |
| War and Pieces: Bart und Milhouse entdecken ein Spiel, das lebendig wird und das sie gewinnen müssen, um nach Hause zurückkehren zu können. Master and Cadaver: Homer und Marge verbringen ihre Flitterwochen auf einem Segelboot und retten einen Schiffbrüchigen namens Roger, der versucht sie umzubringen. Tweenlight: Lisa freundet sich mit einem Jungen an, der sich als Vampir entpuppt. |           |                                       |                                           |                        |                                       |                                  |                                    |        |
| 469 | 5         | Die Lisa-Studie                       | Lisa Simpson, This Isn’t Your Life        | 14. Nov. 2010          | 20. Sep. 2011                         | Matthew Nastuk                   | Joel H. Cohen                      | MABF20 |
| Lisa findet heraus, dass Marge gute Schulnoten hatte, bis sie Homer kennengelernt hat. Da sie befürchtet, genauso wie ihre Mutter zu werden, beschließt sie sich ausschließlich auf das Lernen zu konzentrieren. Weil Marge sich deshalb Sorgen macht, lässt sie ihre Tochter auf eine Privatschule gehen. Lisa bemerkt allerdings, dass sie nicht aufgrund eines Stipendiums auf diese Schule gehen kann, sondern weil Marge die Wäsche der Schüler und Lehrer macht, und möchte daher wieder auf ihre alte Schule gehen. Währenddessen erhält Bart von seinen Mitschülern den Titel eines Schulschlägers, da er Nelson unabsichtlich geschlagen hat. Als dieser sich rächen will, befolgt Bart den Rat von Marge und macht ihm das Kompliment, wie hart er schlagen könne. Nelson nimmt das Kompliment an und die beiden legen ihre Auseinandersetzung bei. |           |                                       |                                           |                        |                                       |                                  |                                    |        |
| 470 | 6         | Das Wunder von Burns                  | The Fool Monty                            | 21. Nov. 2010          | 27. Sep. 2011                         | Steven Dean Moore                | Michael Price                      | NABF01 |
| Nachdem Mr. Burns erfährt, dass er aufgrund zahlreicher Krankheiten nur noch wenige Wochen zu leben hat, informiert er die Stadt über sein baldiges Ableben und ist bestürzt über die wenig sensiblen Reaktionen seiner Mitbürger. Er springt daraufhin aus selbstmörderischer Absicht von einer Klippe. Bart findet ihn schwach und unter Schock, aber lebend, im Wald und nimmt ihn mit zu sich nach Hause. Als Homer und Marge ihn dort finden, entscheiden sie, dass die ganze Stadt Gelegenheit haben soll, sich an ihrem verhassten Mitbürger zu rächen. Lisa versucht vergeblich, dies zu verhindern. |           |                                       |                                           |                        |                                       |                                  |                                    |        |
| 471 | 7         | Eine Taube macht noch keinen Sommer   | How Munched is that Birdie in the Window? | 28. Nov. 2010          | 4. Okt. 2011                          | Michael Polcino                  | Kevin Curran                       | NABF02 |
| Während eines Gewitters fliegt eine Brieftaube durch die Fensterscheibe von Barts Zimmer. Bart pflegt daraufhin die verletzte Taube. Als sie gesund ist und er sie davon fliegen lassen will, tut sie dies jedoch nicht. Daraufhin behält Bart die Taube. Sie wird jedoch von seinem Hund Knecht Ruprecht gefressen. Da er seinem Haustier nicht verzeihen will, rät ihm ein Therapeut, dass er den Hund weggeben soll. Die Simpsons fahren zu einer Straußenfarm, wo sie Knecht Ruprecht lassen wollen. Dort wird Bart von einem Strauß angegriffen. Er befiehlt zwar Knecht Ruprecht den Vogel zu töten, dieser tut dies jedoch nicht, da er davor von Bart gehört hat, dass er wegen des Fressens der Taube abgegeben werden soll. Bart schafft es selbst, den Strauß zu überwältigen, er nimmt Knecht Ruprecht daraufhin doch wieder mit, da er diesmal nicht versucht hat, den Vogel zu fressen. |           |                                       |                                           |                        |                                       |                                  |                                    |        |
| 472 | 8         | The Fight Before Christmas            | The Fight Before Christmas                | 5. Dez. 2010           | 6. Dez. 2011                          | Bob Anderson & Matthew Schofield | Dan Castellaneta & Deb Lacusta     | MABF22 |
| Diese Folge beinhaltet vier geträumte Geschichten zum Thema Weihnachten: 1. Geschichte (Barts Traum): Bart fährt zum Nordpol, um vom Weihnachtsmann sein gewünschtes Geländefahrrad zu erpressen. 2. Geschichte (Lisas Traum): Zur Zeit des Zweiten Weltkrieges verweigert Lisa einen Weihnachtsbaum, weil der sie daran erinnert, dass ihre Mutter in Europa stationiert ist, um gegen die Nazis zu kämpfen. Währenddessen brennt Marge ein Kino ab, wobei Adolf Hitler vermutlich umkommt. (Anspielung auf Inglourious Basterds) 3. Geschichte (Marges Traum): Martha Stewart hilft Marge Weihnachten zu verschönern, was allerdings nicht das gewünschte Ergebnis bringt. 4. Geschichte (Maggies Traum): Homer lässt sich über Weihnachten krankschreiben, um mit der Familie Urlaub auf Hawaii zu machen. Mr. Burns kommt aber dahinter und die Lüge fliegt auf. Dieser Teil ist mit realen Handpuppen im Muppets-Style mit Gaststar Katy Perry. |           |                                       |                                           |                        |                                       |                                  |                                    |        |
| 473 | 9         | Donnie Fatso                          | Donnie Fatso                              | 12. Dez. 2010          | 11. Okt. 2011                         | Ralph Sosa                       | Chris Cluess                       | MABF19 |
| Zum Jahreswechsel treten in Springfield neue Gesetze in Kraft, die Homer gleich reihenweise bricht. Anstatt ins Gefängnis zu gehen, bietet das FBI ihm an, Fat Tony auszuspionieren. Fat Tony nimmt Homer auf, entdeckt aber Homers Verrat und stirbt vor Schock an einem Herzinfarkt. Fat Tonys Geschäfte werden von da an von seinem Cousin Fit Tony übernommen. |           |                                       |                                           |                        |                                       |                                  |                                    |        |
| 474 | 10        | Im Zeichen des Schwertes              | Moms I’d Like to Forget                   | 9. Jan. 2011           | 18. Okt. 2011                         | Chris Clements                   | Brian Kelley                       | NABF03 |
| Marge trifft sich mit drei anderen Müttern, mit denen sie früher bereits zusammen war. Bart freundet sich daraufhin erneut mit deren Söhnen an und zusammen verüben sie Streiche. Als Marge erfährt, dass Bart unter den anderen Müttern als größter Rabauke unter den Buben gilt, verlässt sie die Frauengruppe. |           |                                       |                                           |                        |                                       |                                  |                                    |        |
| 475 | 11        | Moeback Mountain                      | Flaming Moe                               | 16. Jan. 2011          | 25. Okt. 2011                         | Chuck Sheetz                     | Matt Selman                        | NABF04 |
| Weil Mr. Burns seinen Assistenten Smithers nicht in seinem Testament erwähnt, beschließt dieser, Moes Taverne in eine Schwulenbar umzugestalten. Weil Moe behauptet, er sei homosexuell, wird er als erster Repräsentant der Schwulen und Lesben im Stadtrat vorgeschlagen. Währenddessen verliebt sich Rektor Skinner in die neue Musiklehrerin Ms. Juniper. Um ihr näher zu kommen, bittet er Bart, sich mit ihrer Tochter Melody zu treffen. Da Bart aber mit Melody Schluss macht, beendet auch Ms. Juniper die Beziehung zu ihrem Chef. |           |                                       |                                           |                        |                                       |                                  |                                    |        |
| 476 | 12        | Wenn der Homer mit dem Sohne          | Homer the Father                          | 23. Jan. 2011          | 10. Jan. 2012                         | Mark Kirkland                    | Joel H. Cohen                      | NABF05 |
| Homer übernimmt Erziehungsmethoden aus einer Sitcom der 1980er-Jahre und weigert sich daher, Bart das gewünschte Pocket Bike zu kaufen. Bart will daraufhin Kernkraftwerkgeheimnisse an China weitergeben, damit er im Gegenzug das Motorrad bekommt. Doch da Bart, um an das vermeintliche Wissen in Nukleartechnik seines Vaters zu kommen, den netten Sohn spielt, bekommt er letztendlich doch das Motorrad von seinem Vater. Von schlechtem Gewissen geplagt, verschluckt er den USB-Stick mit den Informationen. Als die chinesischen Agenten ihn dafür töten wollen, springt Homer ein und bietet sein Wissen im Austausch an. Er baut in China eine Kopie des Springfielder Atomkraftwerkes, das bei der Inbetriebnahme explodiert. |           |                                       |                                           |                        |                                       |                                  |                                    |        |
| 477 | 13        | Die Farbe Grau                        | The Blue and the Gray                     | 13. Feb. 2011          | 17. Jan. 2012                         | Bob Anderson                     | Rob LaZebnik                       | NABF06 |
| Nachdem Moe einen weiteren Valentinstag allein verbracht hat, besucht er ein Seminar, um den Umgang mit Frauen zu lernen. Er nimmt daraufhin Homer als seinen Wingman mit, allerdings wollen die Frauen auch mit Homer zusammen sein. Währenddessen färben sich Marges Haare grau und sie entscheidet sich, ihre neue Haarfarbe zu behalten. Bart ist davon nicht begeistert, weil er daher von seinen Mitschülern geärgert wird. Als Marge erfährt, wie junge Frauen sich zu ihrem Ehemann hingezogen fühlen, erklärt er ihr, dass er dies nur für Moe macht. Marge beschließt dann sich die Haare wieder blau zu färben. |           |                                       |                                           |                        |                                       |                                  |                                    |        |
| 478 | 14        | Wütender Dad – Der Film               | Angry Dad – The Movie                     | 20. Feb. 2011          | 24. Jan. 2012                         | Matthew Nastuk                   | John Frink                         | NABF07 |
| Bart produziert mit Hilfe von Homer den Kurzfilm Angry Dad, basierend auf seinem gleichnamigen Comicstrip. Dieser Film gewinnt daraufhin zahlreiche Preise, allerdings nimmt Homer die Auszeichnungen entgegen und hält auch die Dankesreden. Da es Bart nicht gefällt, dass sein Vater die gesamte Anerkennung erhält, verheimlicht er Homer die Oscar-Nominierung und geht ausschließlich mit Lisa zur Verleihung. Nachdem er den Academy Award gewonnen hat, bedankt er sich bei seinem Vater und ist froh, dass Homer von der Nominierung erfahren hat. |           |                                       |                                           |                        |                                       |                                  |                                    |        |
| 479 | 15        | Skorpione wie wir                     | The Scorpion’s Tale                       | 6. März 2011           | 31. Jan. 2012                         | Matthew Schofield                | Billy Kimball & Ian Maxtone-Graham | NABF08 |
| Lisa findet in der Wüste eine Blume, die die Aggressivität von Skorpionen deutlich reduziert. Homer wird auf das Pflanzenextrakt aufmerksam und benutzt es als Beruhigungsmittel für Grampa. Ein Pharmakonzern wird darauf aufmerksam und stellt eine Pille her, die dieses Mittel enthält. Das Medikament führt jedoch zu unerwarteten Nebenwirkungen. |           |                                       |                                           |                        |                                       |                                  |                                    |        |
| 480 | 16        | Ein Sommernachtstrip                  | A Midsummer’s Nice Dreams                 | 13. März 2011          | 7. Feb. 2012                          | Steven Dean Moore                | Dan Castellaneta & Deb Lacusta     | NABF09 |
| Da Tommy Chong mit dem Programm der Cheech-und-Chong-Tour nicht einverstanden ist, verlässt er während der Vorstellung die Bühne und wird durch Homer ersetzt. Cheech Marin nennt das Duo „Cheech & Chunk“. Chong bildet daraufhin mit Rektor Skinner „Teach & Chong“, hat damit aber keinen Erfolg. Währenddessen befreit Marge die Katzenlady von ihrer Sucht, Gegenstände zu sammeln, wird dabei allerdings selbst zu einem Messie. |           |                                       |                                           |                        |                                       |                                  |                                    |        |
| 481 | 17        | Denn sie wissen nicht, wen sie würgen | Love is a Many Strangled Thing            | 27. März 2011          | 14. Feb. 2012                         | Michael Polcino                  | Bill Odenkirk                      | NABF10 |
| Weil Homer Bart vor den Augen der Stadt gedemütigt hat, muss er zu einem Therapeuten gehen. Homer wird dadurch weniger aggressiv und würgt Bart nicht mehr. Da dieser das ausnutzt und die Schule tyrannisiert, müssen Homer und Bart daraufhin gemeinsam in Therapie gehen, um sich näherzukommen. Im Abspann wird die Folge Elizabeth Taylor gewidmet, welche kurz vor der Erstausstrahlung verstorben ist und früher als Synchronsprecherin der Serie agierte. |           |                                       |                                           |                        |                                       |                                  |                                    |        |
| 482 | 18        | Die große Simpsina                    | The Great Simpsina                        | 10. Apr. 2011          | 21. Feb. 2012                         | Chris Clements                   | Matt Warburton                     | NABF11 |
| Lisa freundet sich mit einem alten Magier an, der seine Zaubertricks an sie weitergibt. Sie tritt daraufhin als „the Great Simpsina“ auf, bis sie einem Jungen den Milchkannentrick von Houdini verrät. Dieser Junge ist der Sohn eines Zauberers, der seiner Konkurrenz Tricks stiehlt. In der Folge arbeitet eine Gruppe von Zauberern nun zusammen, um seinen Auftritt zu sabotieren. |           |                                       |                                           |                        |                                       |                                  |                                    |        |
| 483 | 19        | Die Mafiosi-Braut                     | The Real Housewives of Fat Tony           | 1. Mai 2011            | 28. Feb. 2012                         | Lance Kramer                     | Dick Blasucci                      | NABF12 |
| Fat Tony trifft in der Führerscheinstelle auf Selma, die ihn schroff wie einen normalen Kunden behandelt. Als Folge der unfreundlichen Behandlung entführt Fat Tony Selma. Dabei lernen sie sich besser kennen und verlieben sich ineinander. Tony bezahlt Selma eine Fettabsaugung und heiratet sie. Auf der Hochzeit werden Homer und Marge von Selma schlecht behandelt, da Homer bekannt dafür ist, sich in öffentlichen Situationen peinlich zu benehmen. Als Folge dessen zerstreiten sich Selma und Marge. Zur Versöhnung lädt Fat Tony Marge und Homer über das Wochenende in sein Strandhaus ein. Im Strandhaus bekommen Homer und Marge nach einer Party mit, dass Fat Tony Selma betrügt. Als Selma ihn zur Rede stellt, erscheint Fat Tonys echte Frau und er gesteht, dass Selma nur eine Geliebte ist. Währenddessen findet Lisa heraus, dass Bart Trüffel erschnüffeln kann. Lisa gibt vor, die Trüffel an Gourmets zu verkaufen. Allerdings quittiert Bart später seinen Dienst als Trüffelsucher, woraufhin Lisa ihn zwingt, weiter Trüffel zu suchen. Bart findet daraufhin eine Trüffel in Lisas Zimmer und sie gesteht, die Trüffel nicht verkauft, sondern stattdessen selbst gegessen zu haben. Bart gibt die letzte Trüffel dem Suchschwein des Restaurantbesitzers Luigi, das daraufhin aus seinem Stall ausbricht und den Gästen die Trüffelgerichte wegfrisst. |           |                                       |                                           |                        |                                       |                                  |                                    |        |
| 484 | 20        | Homer mit den Fingerhänden            | Homer Scissorhands                        | 8. Mai 2011            | 6. März 2012                          | Mark Kirkland                    | Peter Gaffney & Steve Viksten      | NABF13 |
| Als Homer seiner Schwägerin Patty Farbe aus ihren Haaren schneidet, erkennt er sein Talent als Friseur und eröffnet daraufhin seinen eigenen Salon. Allerdings langweilen ihn seine Kunden mit ihren Geschichten, sodass Marge behauptet, sie habe ihre Haare bei einem Konkurrenten schneiden lassen, damit Homer seinen Salon ohne Widerstand aus der Stadt schließen kann. Währenddessen freundet sich Milhouse mit der Fünftklässlerin Taffy an. Lisa wird eifersüchtig und spioniert die beiden aus, sodass Taffy die Beziehung zu Milhouse beendet. Danach küsst Lisa ihn, sie ist sich allerdings nicht sicher, welche Gefühle sie für Milhouse empfindet. |           |                                       |                                           |                        |                                       |                                  |                                    |        |
| 485 | 21        | 500 Schlüssel                         | 500 Keys                                  | 15. Mai 2011           | 13. März 2012                         | Bob Anderson                     | John Frink                         | NABF14 |
| Weil Maggie sich selbst im Auto eingesperrt hat, suchen die Simpsons in ihrer Schlüsselschublade nach dem Ersatzschlüssel. Dabei entdecken sie eine Reihe von Schlüsseln, die sie bereits vergessen haben. Nachdem Maggie sich selbst aus dem Auto befreit hat, probieren sie die gefundenen Schlüssel aus: Homer geht mit Barney in die Duff-Brauerei, wo Homer den Zeppelin stiehlt. Bart benutzt eine Fensterputzplattform und rettet dabei zufällig Gil, der vom Hochhaus gesprungen ist. Vom Bürgermeister erhält Bart daraufhin den goldenen Schlüssel der Stadt. Marge zieht mit einem Schlüssel einen mechanischen Zug auf, der beim Fahren Pupsgeräusche von sich gibt. Dieser fährt allerdings aus dem Haus, sodass Marge und Maggie ihn durch die Stadt verfolgen. Lisa entdeckt im Keller der Grundschule Springfield einen geheimen Klassenraum, doch als sie ihn der Schule zeigen will, befindet sich hinter der Tür lediglich ein Bücherregal. Da Direktor Skinner und Schulinspektor Chalmers ihr den Schlüssel wegnehmen, lässt sie ihn anhand eines Fotos in der Schülerzeitung nachmachen. Sie entdeckt, dass sich der Klassenraum hinter dem Bücherregal befindet und sieht, dass dort jemand „Die Kinder sind in Bus 23“ an die Tafel schreibt. Bart und Lisa fragen Nelson, was er über Bus 23 weiß, und er erklärt, dass dieser Bus mit vierundzwanzig Kindern auf dem Weg über eine Brücke aus Eis verschwand. Homer, Bart und Lisa fliegen mit dem Duff-Zeppelin zu dieser Brücke und stellen fest, dass alle Kinder in dem in den Fluss gefallenen Bus Puppen sind. Der Busfahrer Otto, der ebenfalls am Fluss ist, sagt, dass er den Satz an die Tafel des geheimen Raums geschrieben hat und ist erleichtert, weil er keine vierundzwanzig Kinder getötet hat. Daraufhin fragen Otto, Homer, Bart und Lisa Skinner und Chalmers nach einer Begründung für den Klassenraum im Keller und den vorgetäuschten tödlichen Unfall. Diese erklären, dass Skinners Mutter aus Versehen das Geld zur Bildungsförderung zerstört hat. Um dies zu vertuschen, bauten sie einen Klassenraum mit fingierten Lehrmitteln und fotografierten Kinderpuppen, wie sie damit lernten. Weil die geliehenen Puppen überfällig waren, ließen sie diese mit dem Schulbus 23 im Fluss versenken, um die Überziehungsgebühr zu umgehen. Im Epilog gerät der Schulbus auf einer vereisten Brücke in Schwierigkeiten, Otto macht sich aber keine Sorgen, weil er davon ausgeht, dass er wieder nur Puppen an Bord hat. Milhouse sagt ihm aber, dass es diesmal anders ist. |           |                                       |                                           |                        |                                       |                                  |                                    |        |
| 486 | 22        | Nedna                                 | The Ned-Liest Catch                       | 22. Mai 2011           | 20. März 2012                         | Chuck Sheetz                     | Jeff Westbrook                     | NABF15 |
| Durch Bart verliert Edna Krabappel ihren Job als Lehrerin und muss zusammen mit anderen in Ungnade gefallenen Lehrern von morgens bis abends in einem Raum sitzen und auf ihre Anhörung warten, wenn sie weiter bezahlt werden möchte. Bart hat Mitleid und befreit sie aus der Langeweile, bei der Flucht über die Feuerleiter kommt ihr Ned Flanders zu Hilfe. Die beiden kommen sich näher, was Bart gar nicht passt. Als Ned rausfindet, dass Edna so gar nichts von seiner kirchlichen Sittlichkeit hat und schon mit halb Springfield intim war, bezweifelt er ernsthaft, ob er der Beziehung eine Chance geben soll. Hier endet die Folge und Marge und Homer rufen die Zuschauer dazu auf, im Internet „Pro Nedna“ oder „Contra Nedna“ abzustimmen. Der Sender Fox hat eigens dafür eine Seite eingerichtet, bis zum Start der nächsten Staffel im September haben die Zuschauer Zeit zu entscheiden, wie es mit den beiden weitergeht. |           |                                       |                                           |                        |                                       |                                  |                                    |        |

## Quoten
In der folgenden Tabelle sind die Einschaltquoten der einzelnen Episoden bei ihrer Erstausstrahlung dargestellt.
| #  | Deutscher Titel                       | US-Quoten in Mio. | D–Quoten (ab 3 J.) in Mio. | D–Marktanteil (ab 3 J.) | D–Quoten (14–49 J.) in Mio. | D–Marktanteil (14–49 J.) |
| -- | ------------------------------------- | ----------------- | -------------------------- | ----------------------- | --------------------------- | ------------------------ |
| 01 | Grundschul-Musical                    | 07,80             | 1,62                       | 5,6 %                   | 1,35                        | 12,5 %                   |
| 02 | Auf diese Lisa können sie bauen       | 08,63             | 1,70                       | 5,7 %                   | 1,44                        | 12,7 %                   |
| 03 | The Lisa Series                       | 06,74             | 1,68                       | 5,6 %                   | 1,38                        | 12,3 %                   |
| 04 | Blut und Spiele                       | 08,20             | 1,64                       | 5,4 %                   | 1,36                        | 12,4 %                   |
| 05 | Die Lisa-Studie                       | 08,97             | 2,03                       | 6,7 %                   | 1,70                        | 14,8 %                   |
| 06 | Das Wunder von Burns                  | 06,63             | 1,92                       | 6,4 %                   | 1,61                        | 14,2 %                   |
| 07 | Eine Taube macht noch keinen Sommer   | 09,42             | 1,95                       | 6,5 %                   | 1,63                        | 14,1 %                   |
| 08 | The Fight Before Christmas            | 09,56             | 2,29                       | 7,4 %                   | 1,80                        | 15,3 %                   |
| 09 | Donnie Fatso                          | 07,31             | 1,76                       | 5,3 %                   | 1,46                        | 10,9 %                   |
| 10 | Im Zeichen des Schwertes              | 12,65             | 2,27                       | 7,3 %                   | 1,84                        | 15,8 %                   |
| 11 | Moeback Mountain                      | 06,38             | 1,93                       | 5,9 %                   | 1,50                        | 12,0 %                   |
| 12 | Wenn der Homer mit dem Sohne          | 06,50             | 2,27                       | 6,9 %                   | 1,92                        | 15,6 %                   |
| 13 | Die Farbe Grau                        | 05,62             | 2,05                       | 6,2 %                   | 1,76                        | 14,4 %                   |
| 14 | Wütender Dad – Der Film               | 06,35             | 2,17                       | 6,6 %                   | 1,78                        | 14,5 %                   |
| 15 | Skorpione wie wir                     | 06,20             | 1,98                       | 6,1 %                   | 1,67                        | 13,7 %                   |
| 16 | Ein Sommernachtstrip                  | 05,45             | 1,88                       | 5,7 %                   | 1,54                        | 12,3 %                   |
| 17 | Denn sie wissen nicht, wen sie würgen | 06,14             | 1,87                       | 5,7 %                   | 1,59                        | 13,2 %                   |
| 18 | Die große Simpsina                    | 05,00             | 1,91                       | 5,8 %                   | 1,56                        | 12,8 %                   |
| 19 | Die Mafiosi-Braut                     | 06,11             | 1,69                       | 5,1 %                   | 1,40                        | 11,1 %                   |
| 20 | Homer mit den Fingerhänden            | 05,48             | 1,92                       | 6,0 %                   | 1,62                        | 13,3 %                   |
| 21 | 500 Schlüssel                         | 06,00             | 1,85                       | 5,9 %                   | 1,47                        | 12,2 %                   |
| 22 | Nedna                                 | 05,25             | 1,85                       | 5,7 %                   | 1,51                        | 12,2 %                   |